# Britta Eickholt
Britta Eickholt (* um 1970) ist eine deutsche Molekularbiologin, Biochemikerin und Hochschullehrerin. Eickholt ist international anerkannt für ihre Forschung zu molekularen Signalwegen im Nervensystem und ist in zahlreichen wissenschaftlichen Gremien und Forschungsverbünden tätig.

## Biografie
Britta Eickholt absolvierte von 1988 bis 1994 ein Studium der Biologie an der Heinrich-Heine-Universität Düsseldorf und der Eberhard-Karls-Universität Tübingen, das sie mit einer Diplomarbeit am Max-Planck-Institut für Entwicklungsbiologie in Tübingen abschloss. Anschließend wechselte sie an das Guy's Hospital (Labor P. Doherty und F. Walsh), wo sie 1998 einen PhD im Fach Biochemie erhielt. Es folgten wissenschaftliche Stationen als Postdoktorandin und Hochschullehrerin in London, darunter als Professorin für Molekulare Neurobiologie und Leiterin einer Forschungsgruppe am King’s College London.
2011 wurde Britta Eickholt als Professorin und Direktorin des Institut für Molekularbiologie und Biochemie an die Charité - Universitätsmedizin Berlin berufen. Sie leitet dort das Labor Eickholt. Im Jahr 2024 übernahm sie zusätzlich die kommissarische Leitung des Instituts für Zell- und Neurobiologie. Ihre wissenschaftliche Leitung des Centrums für Grundlagenmedizin (CC02) trägt zur Stärkung der interdisziplinären Grundlagenforschung an der Charité bei.
Seit 2024 ist Britta Eickholt an der Charité Prodekanin für Forschung mit präklinischem Schwerpunkt. 

## Werk
Eickholts Forschungsgruppe beschäftigt sich mit der zellulären und molekularen Regulation von Signalwegen in neuronalen Zellen, insbesondere bei der Axonführung, Synapsenbildung und Pathomechanismen neurodegenerativer Erkrankungen. Ihre Arbeit zum Aktin-bindenden Protein Drebrin zeigte dessen Bedeutung für die kontrollierte Narbenbildung durch Astrozyten nach Hirnverletzungen und wurde 2021 in Nature Communications veröffentlicht. Eickholt ist Mitbegründerin und wissenschaftliche Leiterin des Nikon Centre of Excellence (AMBIO) für moderne Lichtmikroskopie an der Charité.
Britta Eickholt engagiert sich intensiv in der Nachwuchsförderung und der Entwicklung strukturierter Promotions- und Postdoktorandenprogramme, darunter NeuroCure und das Einstein Center for Neurosciences Berlin.

## Publikationen (Auswahl)
- The Axonal Membrane Protein PRG2 Inhibits PTEN and Directs Growth to Branches
- Dichloroacetate and PX-478 exhibit strong synergistic effects in a various number of cancer cell lines.
- https://www.nature.com/articles/s41467-021-21662-x